# 네이선 레드먼드
네이선 대니얼 제롬 레드먼드 (영어: Nathan Daniel Jerome Redmond, 1994년 3월 6일 ~ )는 잉글랜드의 축구 선수이다. 윙어이며, 프리미어리그의 번리에서 활약하고 있다.